# M39 EMR
M39 EMR (англ. M39 Enhanced Marksman Rifle) — 7,62-мм американська самозарядна марксманська гвинтівка, що перебуває на озброєнні морської піхоти США з 2008 року. Гвинтівка є глибокою модернізацією класичної гвинтівки M14, що з початку 1960-х років перебувала на озброєнні Збройних сил США, та за своїми характеристиками подібна до Mk 14 EBR. З 2012 року заміняється на M110 SASS.

## Історія створення та служби
У листопаді 1992 року Командування систем Корпусу морської піхоти видало замовлення на необхідність розробки удосконаленої зброї для спеціалістів снайперської підтримки (SSTW), марксманів. За задумом визначалося створення штатної зброї для підтримки снайперської гвинтівки M40A1 в команді «Скаутський снайпер» для ведення стрільби на близьких відстанях та для швидкого напівавтоматичного турбуючого вогню. На той момент цю роль виконувалася напарником снайпера, що озброювався штатною гвинтівкою M16A2, який не міг монтувати оптику або приціли нічного бачення і використовував боєприпаси НАТО 5,56 × 45 мм, що було занадто неточним для цієї ролі. Попередньо в допоміжної ролі підтримуючої гвинтівки морські піхотинці використовували M14, але вона була не настільки влучна, як гвинтівки з ковзним затвором і не могла вписатися в логістичну систему корпусу морської піхоти. Вимоги до зброї снайперського напарника становили: вести прицільну стрільбу по цілях на відстань до 600 метрів, використовувати боєприпаси, взаємозамінні з M40A1, мати змогу встановлювати прилад безшумної та безполум'яної стрільби та оптичні прилади та повноцінно виконувати роль підтримки снайпера. Навіть незважаючи на те, що M14 спочатку не підходила, творці гвинтівки продовжували її вдосконалювати і розробляли версії як «проміжні заходи». Зрештою кульмінацією їхньої роботи стала марксманська гвинтівка M39 Enhanced Marksman.

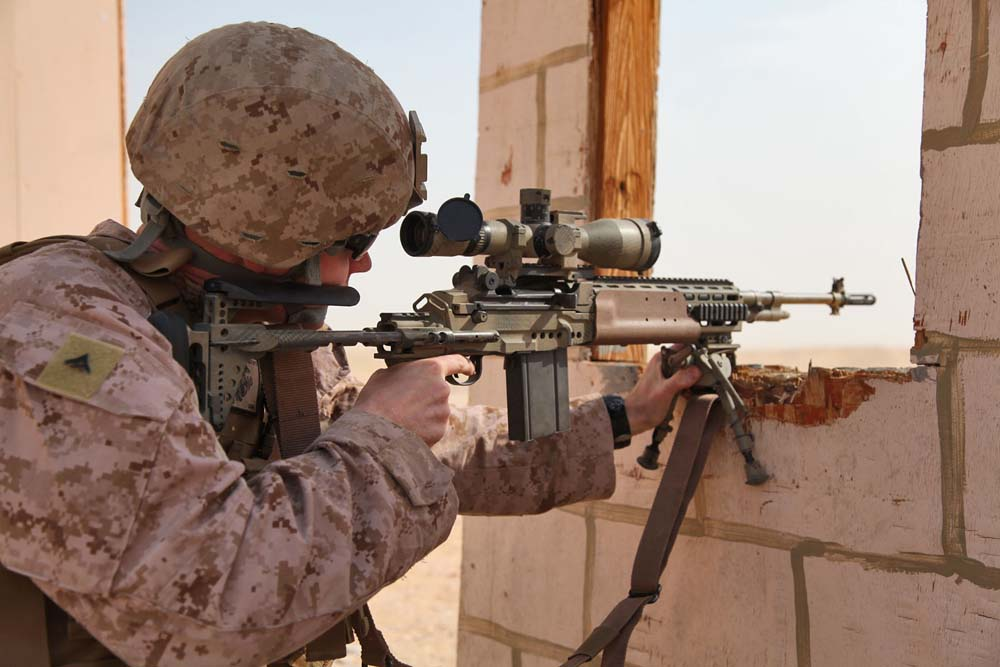
Ведення вогню з гвинтівки з будинку. 2012

M39 EMR, завдяки своєму походженню, має багато аналогічних властивостей та конструкційних особливостей з M14. Принцип дії — напівавтоматичний, заснований на відведенні порохових газів з каналу ствола, зброя пристосована під стандартний набій 7,62×51 мм НАТО. M39 EMR була розроблена для використання снайперськими парами морської піхоти США і почала заміняти гвинтівку M14 DMR у цій же ролі, починаючи з 2008 року. Гвинтівка застосовувалася під час бойових дій при американському вторгненні до Афганістану та до Іраку.

## Застосування
EMR переважно використовується призначеним стрільцем для забезпечення точного вогню в підрозділах, які не мають снайперів-розвідників. Як заміна для DMR, EMR задовольняє потребу в легкій і точній вогневій системі, що використовує набій, потужніший за стандартний 5,56×45 мм НАТО для M16A4. EMR також використовується снайперами-розвідниками морської піхоти, коли завдання вимагає швидкого і точного вогню, а також командами з розмінування Корпусу морської піхоти.
На початку 2012 року Корпус морської піхоти почав замінювати M39 на напівавтоматичну снайперську систему M110, яка була спочатку розроблена для Армії США, на принципі заміни «один до одного» під позначенням Mk 11 Mod 2. M110 краще відповідає вимогам SSTW, оскільки може оснащуватися глушниками та системами нічного бачення, зберігаючи пристрілку, а також має спільність у тренуванні та постачанні з M16.

## Компонентна будова

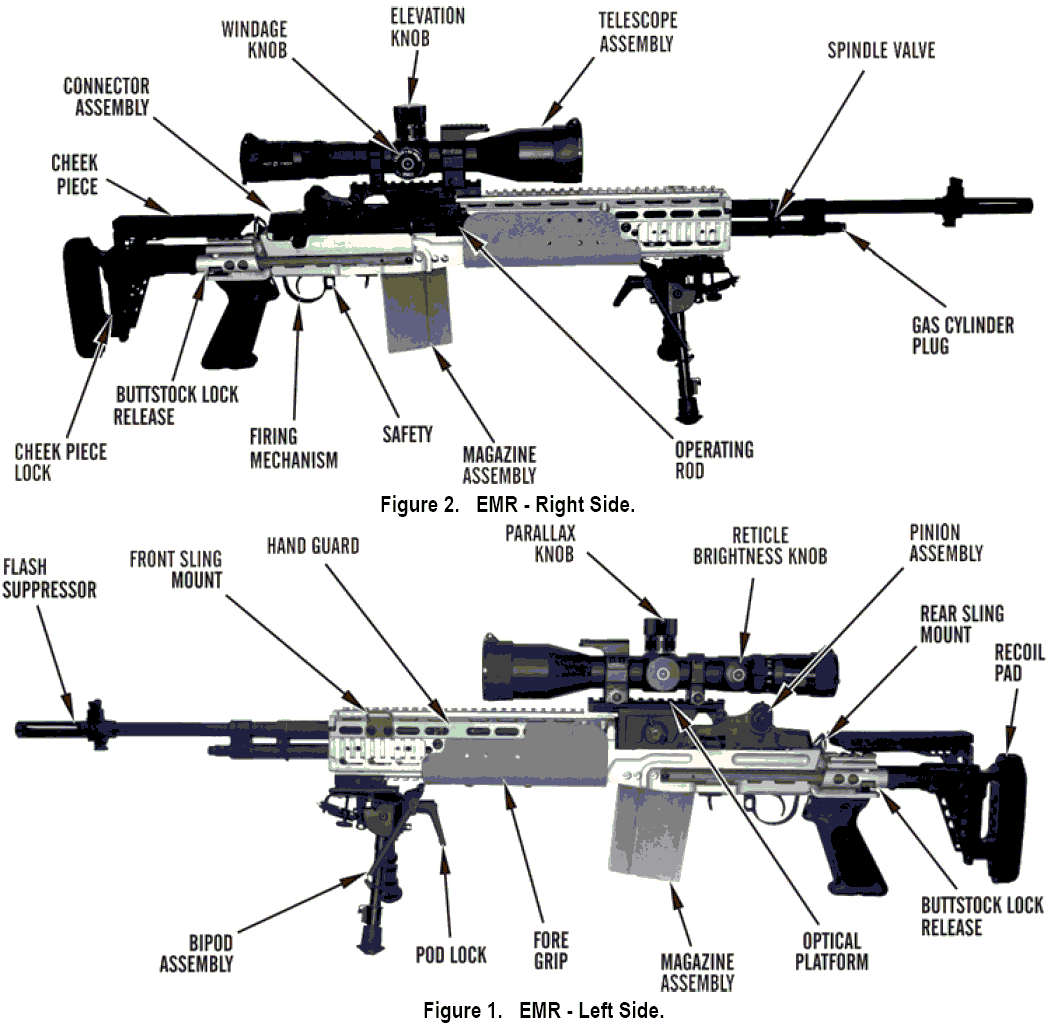
Компонентна будова марксманської гвинтівки M39 EMR